# 塔杰乡
塔杰乡（藏語：དར་རྒྱས་），是中华人民共和国西藏自治区拉萨市达孜区下辖的一个乡镇级行政单位。

## 行政区划
塔杰乡下辖以下地区：
塔杰村、主西村和巴嘎雪村。